# Beatrice Islet Conservation Park
Beatrice Islet Conservation Park är en park i Australien. Den ligger i delstaten South Australia, omkring 110 kilometer sydväst om delstatshuvudstaden Adelaide. Arean är 1,0 kvadratkilometer.
Trakten är glest befolkad. Närmaste större samhälle är Kingscote, nära Beatrice Islet Conservation Park. 
Genomsnittlig årsnederbörd är 753 millimeter. Den regnigaste månaden är juni, med i genomsnitt 143 mm nederbörd, och den torraste är januari, med 21 mm nederbörd.